# Зенковка (Казахстан)
Зе́нковка (каз. Зенковка) — село у складі Бородуліхинського району Абайської області Казахстану. Входить до складу Бель-Агацького сільського округу.
Населення — 1144 особи (2021; 1092 у 2009, 1474 у 1999, 1923 у 1989).
Національний склад станом на 1989 рік:
- росіяни — 51 %
- німці — 27 %